# Jan Piskorski (polityk)
Jan Piskorski (ur. 24 listopada 1957 w Płońsku) – polski polityk, adwokat, radca prawny, poseł na Sejm I kadencji.

## Życiorys
Ukończył w 1980 studia prawnicze na Uniwersytecie Warszawskim. Po odbyciu aplikacji rozpoczął praktykę adwokacką. W 1990 uzyskał mandat radnego Rady Miasta i Gminy w Płońsku, pełnił obowiązki przewodniczącego rady. Sprawował mandat posła na Sejm I kadencji z listy Unii Demokratycznej z okręgu ciechanowsko-łomżyńsko-ostrołęckiego. Bez powodzenia ubiegał się o reelekcję w 1993. Był członkiem władz regionu mazowieckiego Unii Wolności.
Prowadzi własną kancelarię adwokacką w Płońsku, zajmującą się obsługą prawną m.in. urzędu miasta. W 2006 dostał się do rady miejskiej z lokalnego komitetu (zblokowanego z PO), jednak odmówił objęcia tej funkcji wobec zakazu łączenia jej z wykonywanym zatrudnieniem.